# 湯米·維爾柯拉
湯米·維爾柯拉（挪威語：Tommy Wirkola，1979年12月6日—），是挪威薩米人後裔的電影導演、編劇及電影監製。
首部編導電影作品是2007年與史帝·佛洛迪·韓利克森（Stig Frode Henriksen）共同編劇的《追殺不留》，他們還合作2009年《下雪總比流血好》 、2010年《菲歐女巫傳奇》。2013年首次執導好萊塢大成本電影《女巫獵人》，2014年推出《下雪總比流血好》續集《冰血奇緣》。
作品偏好黑色幽默風格，且不吝惡搞自身關連事物；例如《追殺不留》嘲諷對薩米人刻板印象，《冰血奇緣》納粹殭屍目標不是生前吃鱉的駐地奧克斯福（Øksfjord），而是導演家鄉阿爾塔的塔維克（Talvik）。此外，與維加·荷伊（Vegar Hoel）、奧楊·加姆斯（Ørjan Gamst）交好，常在各自作品相互支援。

## 主要作品
| 年份 | 片名                                                       | 備註                               |
| ---- | ---------------------------------------------------------- | ---------------------------------- |
| 2007 | 追殺布裘（Kill Buljo）                                     | 首部執導電影作品，諧擬《追殺比爾》 |
| 2009 | 下雪總比流血好（Død snø）                                  | 《死雪禁地》系列首部作品           |
| 2010 | 菲歐女巫傳奇（Kurt Josef Wagle og legenden om Fjordheksa） | 仿《厄夜叢林》風格                 |
| 2013 | 女巫獵人（Hansel and Gretel: Witch Hunters）               | 首部好萊塢作品                     |
| 2013 | 追殺布裘2（Kill Buljo 2）                                  | 編劇                               |
| 2014 | 冰血奇緣（Død snø 2）                                      | 《死雪禁地》系列第二部作品         |
| 2017 | 獵殺星期一（What Happened to Monday）                      |                                    |
| 2021 | 致命之旅（The Trip）                                       |                                    |
| 2022 | 暴戾夜（Violent Night）                                    |                                    |
| 2024 | 精液求精（Spermageddon）                                   |                                    |

## 外部連結
- 湯米·維爾柯拉在互联网电影资料库（IMDb）上的資料（英文）